# Fantasia corale
La Fantasia per pianoforte, soli, coro e orchestra in Do minore op. 80 di Ludwig van Beethoven, fu composta nel dicembre 1808. La parte corale è basata su un poema di Christoph Kuffner (1780-1846).

## Storia
La Fantasia corale fu scritta molto rapidamente per la conclusione del concerto che Beethoven presentò il 22 dicembre 1808 al Theater an der Wien e che includeva una serie di opere inedite: la Quinta sinfonia, la Sinfonia Pastorale, il quarto concerto per pianoforte e parti della Messa in Do maggiore Op.86. La Fantasia fu pubblicata nel 1811 con una dedica al re Massimiliano I di Baviera.
La Fantasia non è considerata come uno dei massimi capolavori di Beethoven, ma è interessante poiché ha fatto da laboratorio di prova per il quarto movimento della futura Nona Sinfonia, come attestano:
- La presenza del coro in un'opera sinfonica e il suo intervento tardivo
- L'analogia evidente tra il tema principale della Fantasia e quello dell'Inno alla gioia
- L'uso del tema e delle variazioni che serviranno a introdurre l'Inno alla gioia

Il tema affine:
- Fantasia corale:

- Nona sinfonia:

Il primo movimento solo per pianoforte Adagio fu improvvisato da Beethoven stesso la sera del concerto.
Durante la prima esecuzione della Fantasia ci furono vari intoppi, tanto che Beethoven fu costretto a interrompere l'orchestra a metà dell'esecuzione e a ricominciare da capo. Tra l'altro già le prove furono durissime, e si tennero in gran fretta solo appena prima della "prima", tanto che i musicisti, allo stremo delle forze, furono letteralmente pregati dal compositore di prendere posto per il concerto.

## Struttura
L'opera dura poco meno di venti minuti nei quali si succedono due movimenti:
1. Adagio (pianoforte solo)
2. Finale: Allegro (intervento dell'orchestra e tema principale) - Meno Allegro - Allegro molto - Adagio - Marcia assai vivace - Allegretto ma non troppo - Presto

## Testo
(Christoph Kuffner)